# Prophetenmoschee

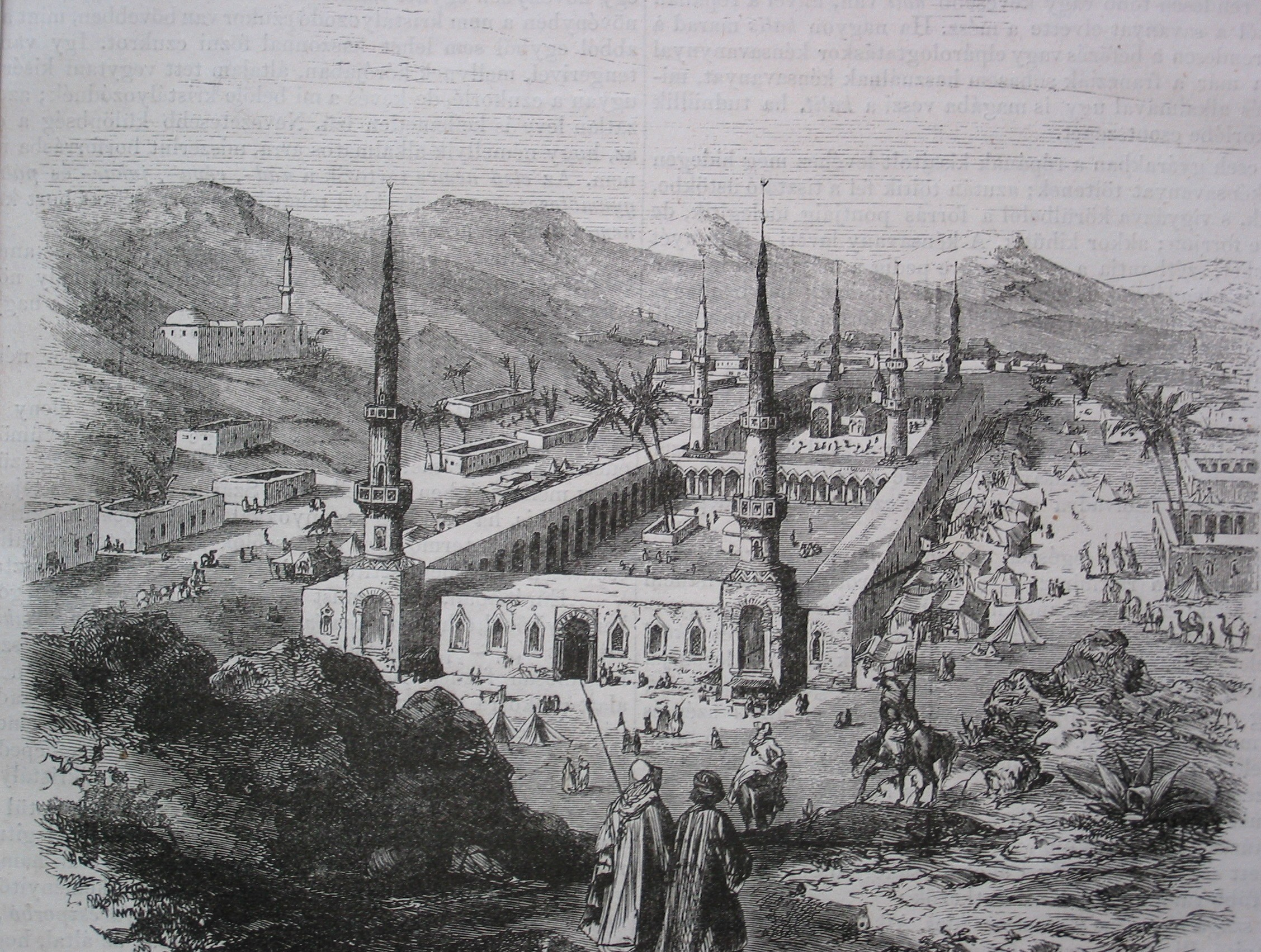
Die Hauptmoschee von Medina mit dem Grab Mohammeds. Stahlstich (19. Jahrhundert)

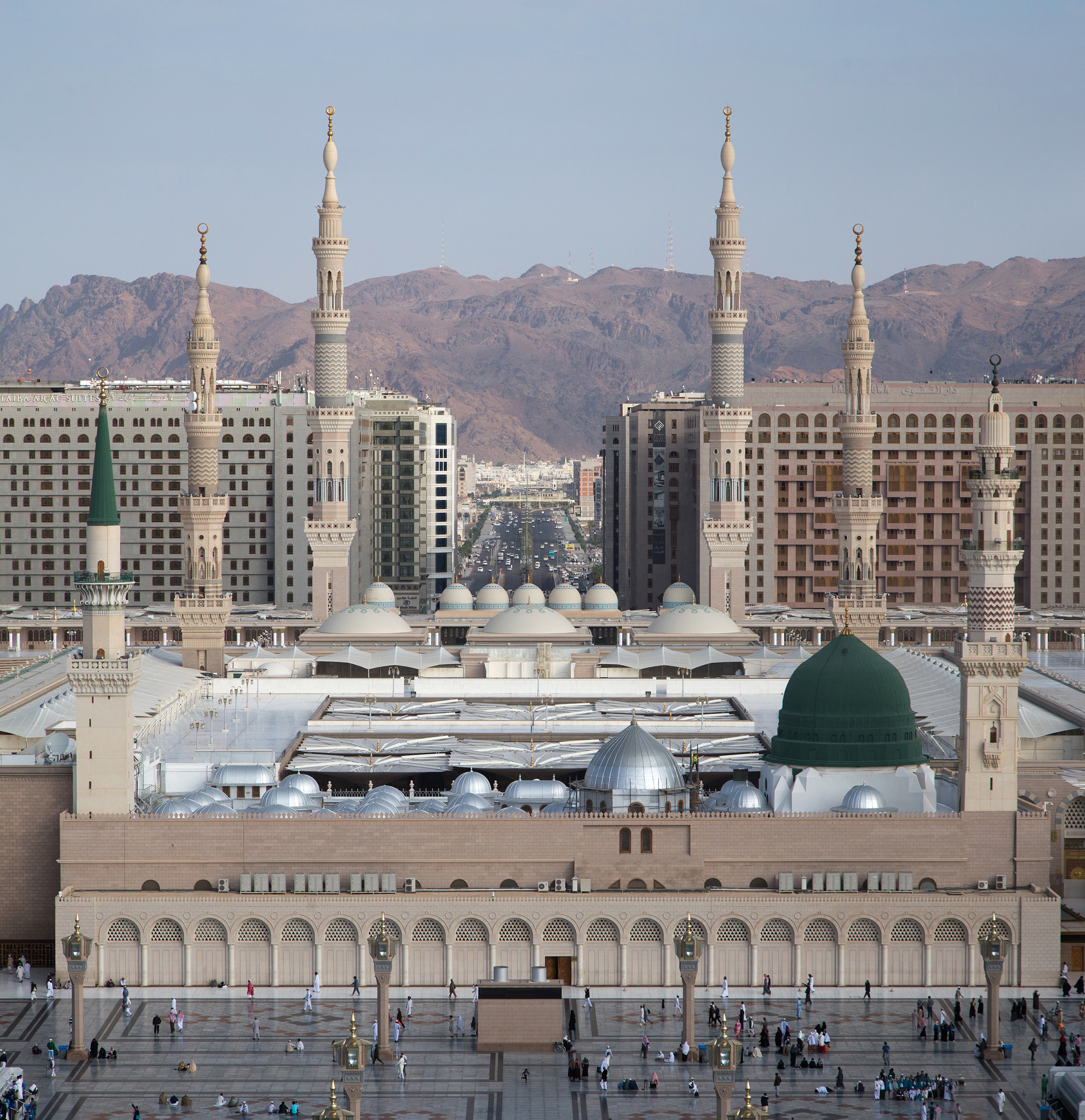
Gesamtansicht

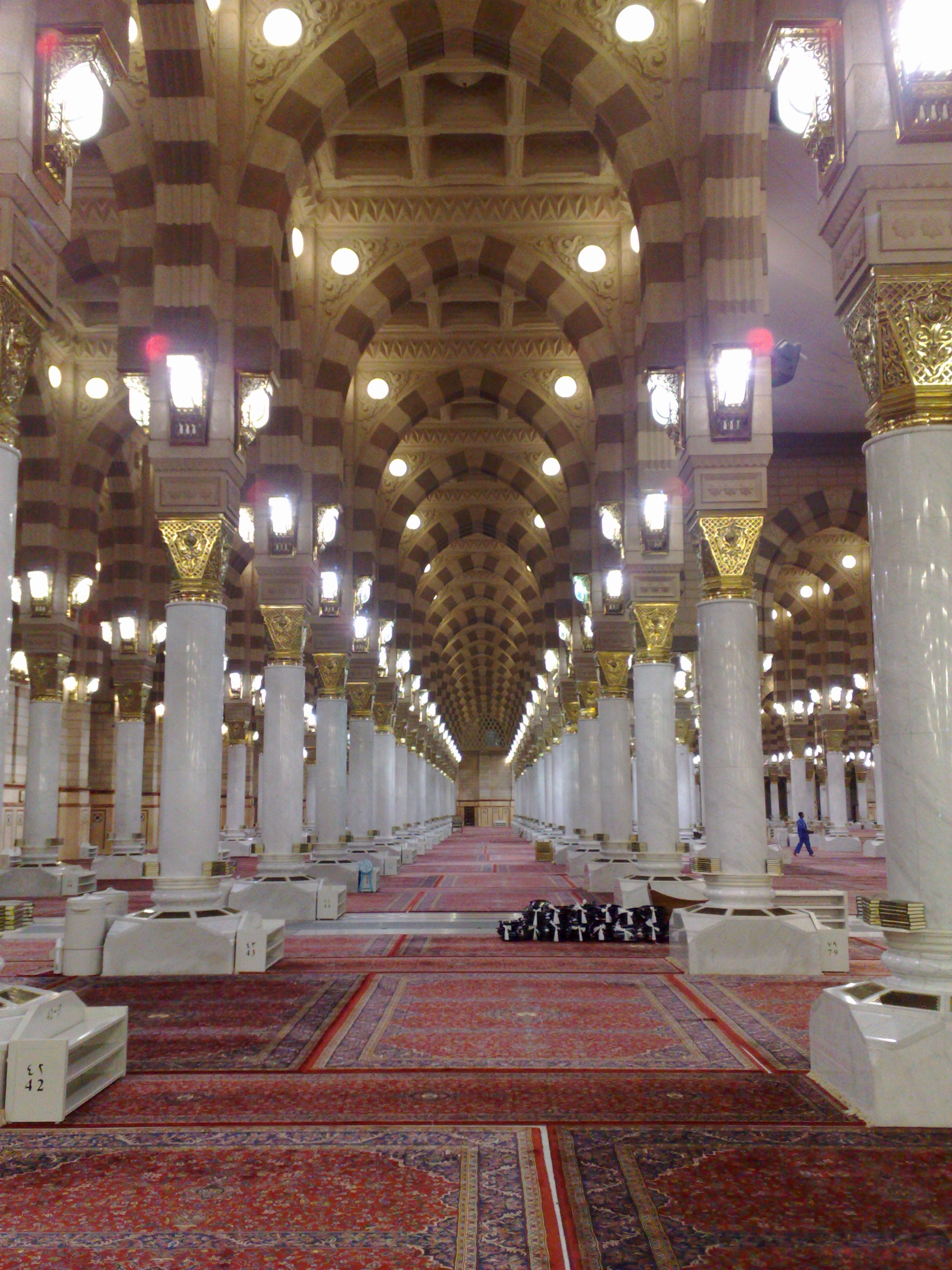
Innenansicht der Prophetenmoschee

Die Prophetenmoschee (arabisch المسجد النبوي al-Masdschid an-Nabawi, DMG al-masǧid an-nabawī) in Medina ist nach der al-Harām-Moschee in Mekka die zweitheiligste Moschee im Islam. Für Nicht-Muslime ist sie nicht zugänglich. Im Inneren befindet sich die Grabstätte Mohammeds, errichtet über seinem Wohnhaus.

## Geschichte

### Anfänge
Zunächst stand hier das Haus des Propheten Mohammed, das er nach der Hidschra 622 erbauen ließ, sowie eine zu seiner Zeit errichtete Moschee. Das Gebäude bestand aus einem großen ummauerten Hof, an dessen Westseite sich die Wohnräume befanden. Im Norden des Bereichs war aus Palmstämmen ein Schutzdach errichtet. Der Raum diente nicht nur dem Gebet, sondern auch als Herberge für Gäste.    
Eine erste Erweiterung fand nach dem Feldzug von Chaibar statt, bei dem das Haus aufgrund der steigenden Anzahl der Gläubigen auf die doppelte Größe erweitert wurde. Der zweite Kalif Umar ibn al-Chattāb fand nach seinem Tode seine letzte Ruhestätte neben den Gräbern Mohammeds und dem ersten Kalifen Abu Bakr.   

### Erweiterungen
Der sechste Umayyadenkalif al-Walid I. ließ 707 mit Hilfe syrischer und koptischer Baumeister das Haus zu einer Andachtshalle mit zentralem Hof umgestalten. Dabei wurde auch das Grab Mohammeds mit einbezogen. Die Palmstämme, die ursprünglich das Dach getragen hatten, ersetzte man durch Steinsäulen. Der rechteckige Innenhof mit Galerie besaß in den Ecken jeweils ein Minarett. An der Qibla wurde ein Mihrab mit einer kleinen Kuppel angebracht. Die Wände wurden mit kunstvollen Keramik-Platten verziert. Die Bauarbeiten zogen sich drei Jahre hin. Der dritte Abbasidenkalif al-Mahdi ersetzte zwischen 778 und 781 den nördlichen Teil der Moschee. Während der Regierungszeit des Mameluken-Sultans Saif ad-Din Qalawun wurde eine Kuppel über Mohammeds Grab erbaut.

### Wiederaufbau
Das Gebäude blieb in seinen Grundzügen bis in das 15. Jahrhundert erhalten. Blitzeinschläge, Brände und Erdbeben zerstörten es mehrfach. Wegen fehlender Mittel konnte die Instandsetzung nur notdürftig durchgeführt werden. Unter der Amtszeit des Sultans Kait-Bay begann 1487 ein Wiederaufbau, der sich an den ursprünglichen Grundriss anlehnte.
Die Prophetenmoschee wurde ab 1517 vom Osmanischen Reich kontrolliert. Unter Sultan Süleyman I. wurde die Ost- und Westmauer und das nordöstliche Minarett gebaut. Außerdem erhielt das Prophetengrab eine neue stählerne Kuppel. Sultan Selim II. ließ das Gebäude restaurieren und fügte eine neue Gebetsnische hinzu. Für die Beleuchtung wurden seither Öllampen genutzt. Sultan Murad III. gab der Moschee eine neue noch heute verwendete Kanzel.   

### Jüngere Geschichte
1806 besetzte der Anführer des Wahhabitenreichs, Saud I. ibn Abd al-Aziz, bei seinem Versuch der Einigung Arabiens Medina und dessen heilige Stätten. Mit der Demolierung des al-Baqi'-Friedhofs neben der Prophetenmoschee im Jahre 1806, im Zuge des Einmarsches der Wahhabiten in Mekka und Medina, begann die bis heute andauernde Zerstörung des islamischen Kulturerbes in Saudi-Arabien, die mit dem Kampf gegen die Heiligenverehrung begründet wurde. Das Prophetengrab blieb größtenteils unversehrt.   
1812 eroberten ägyptische Truppen im Auftrag des osmanischen Sultans Mahmud II. Medina zurück. Unter seiner Regierungszeit wurde 1817 eine neue Kuppel mit Bleiplatten gebaut und 1837 Grün gestrichen. Unter seinem Nachfolger Sultan Abdulmecid I. begann 1854 eine Erweiterung die erst nach dreizehn Jahren Bauzeit beendet wurde. Um für den Bau neuer Gebäudeflügel Platz zu machen, ordnete König Abd al-Aziz ibn Saud 1951 den Abriss der Gebäude um die Moschee an. Dabei erhielt die Moschee zwei weitere Minarette und entlang der Westmauer eine Bibliothek.

## Beschreibung
Die Moschee wurde in späterer Zeit beträchtlich erweitert und heute liegt der bedeutendste Teil, das Grab Mohammeds, unter der grünen Kuppel. Dort sind auch die ersten beiden „rechtgeleiteten“ Kalifen Abu Bakr und Umar ibn al-Chattab begraben.

## Galerie

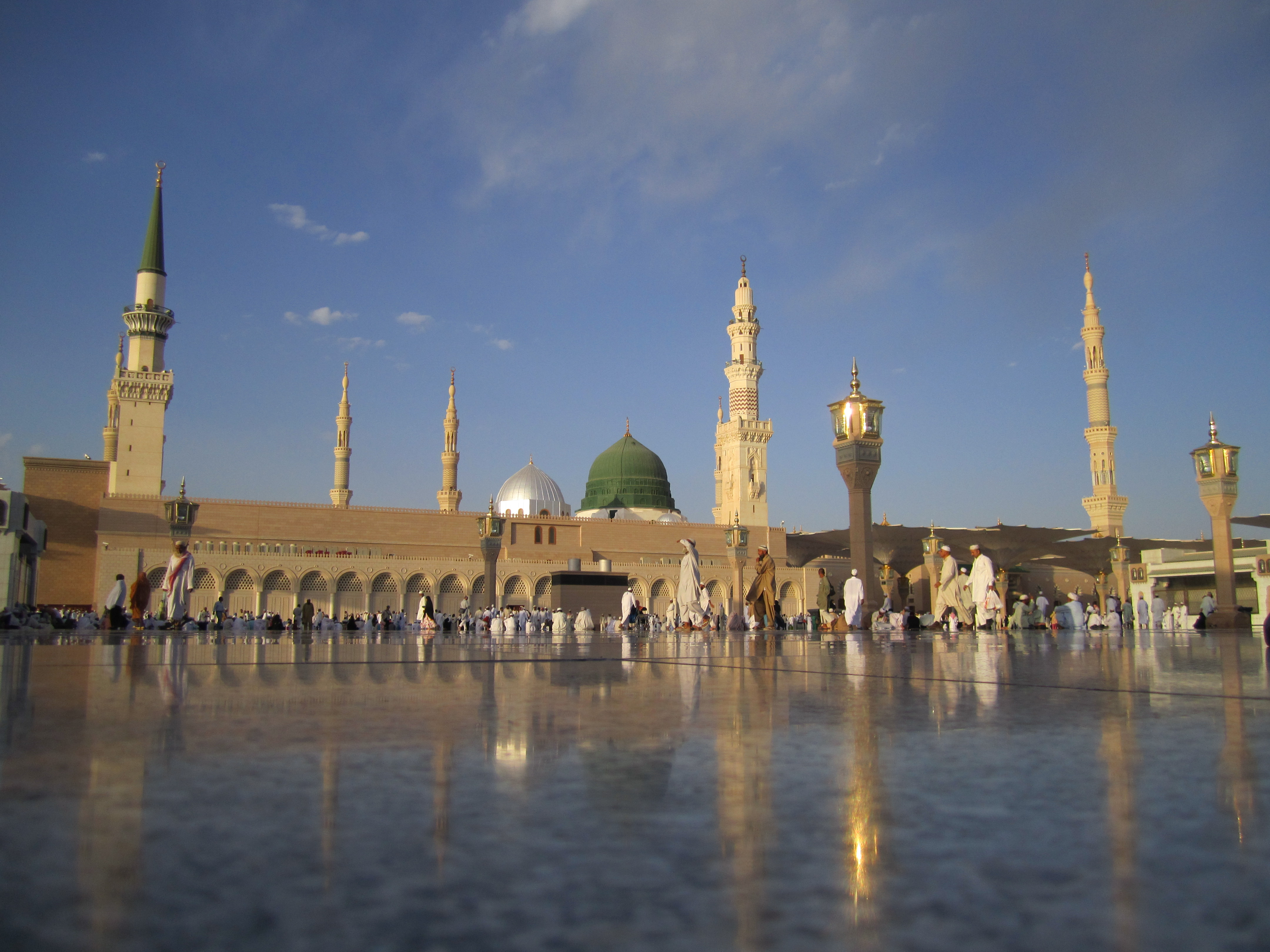
Außenansicht
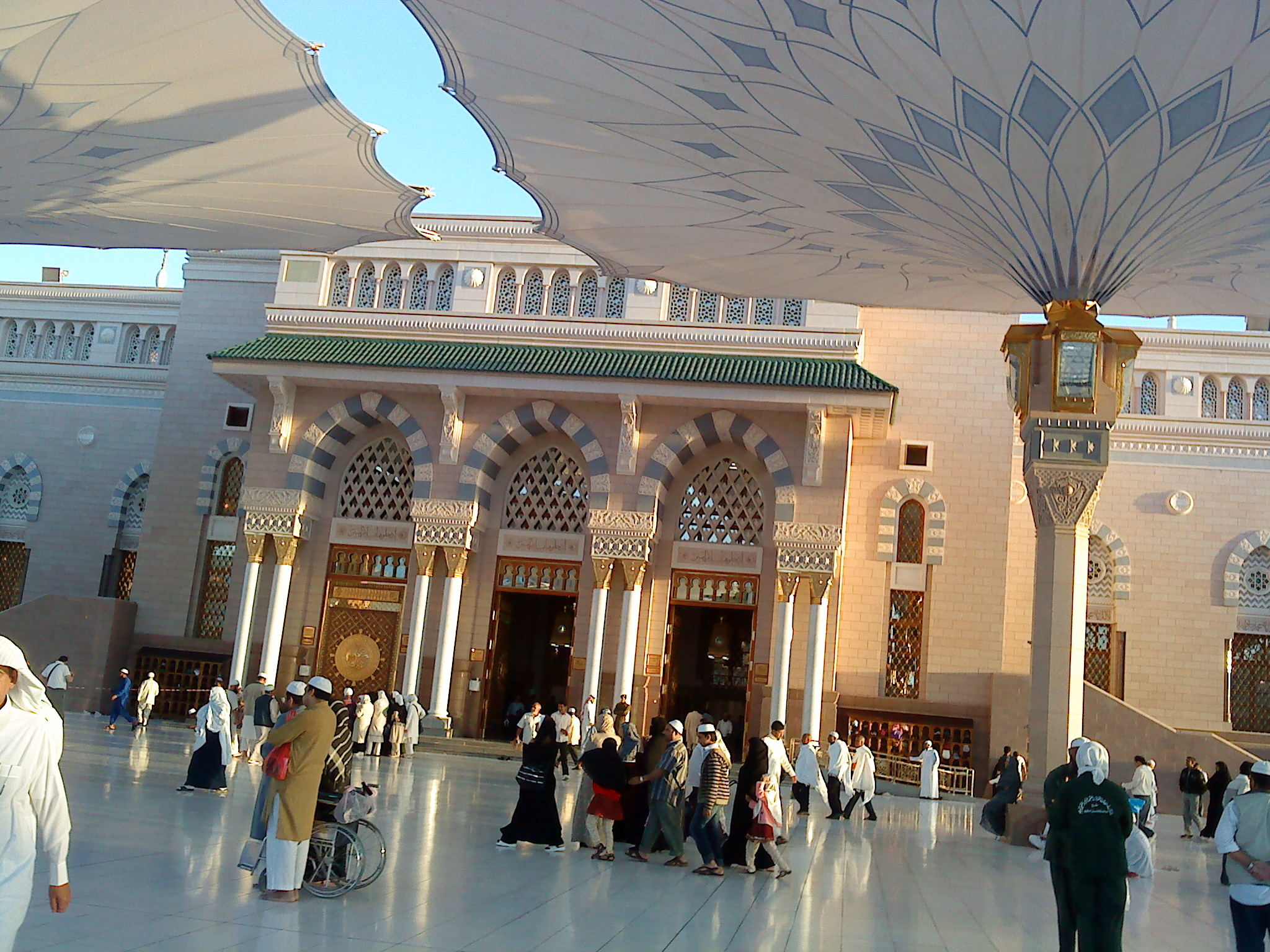
Haupteingang
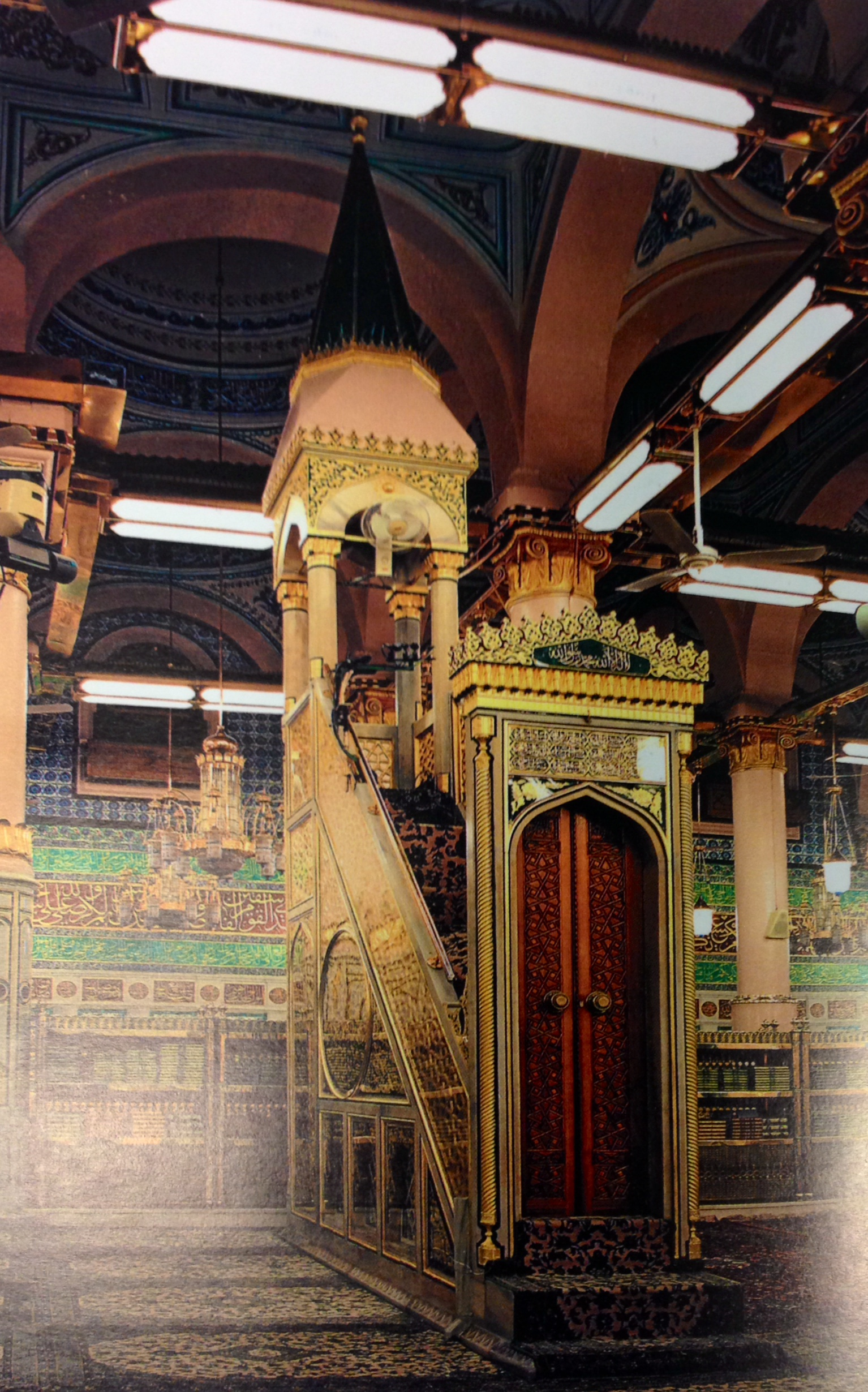
Kanzel
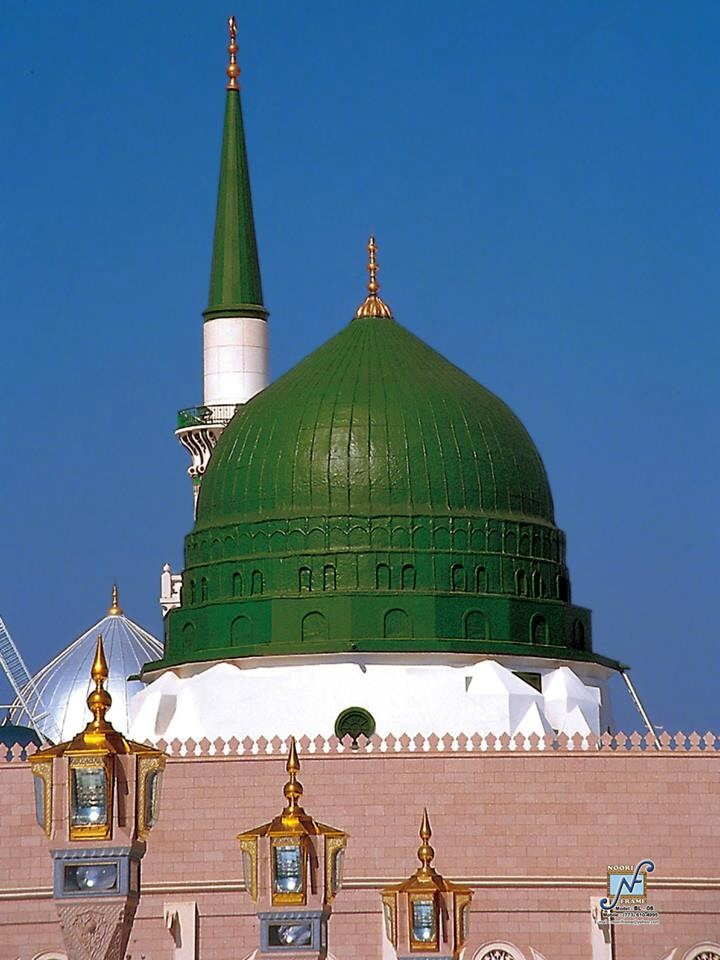
Hauptminarett